# Carta celeste

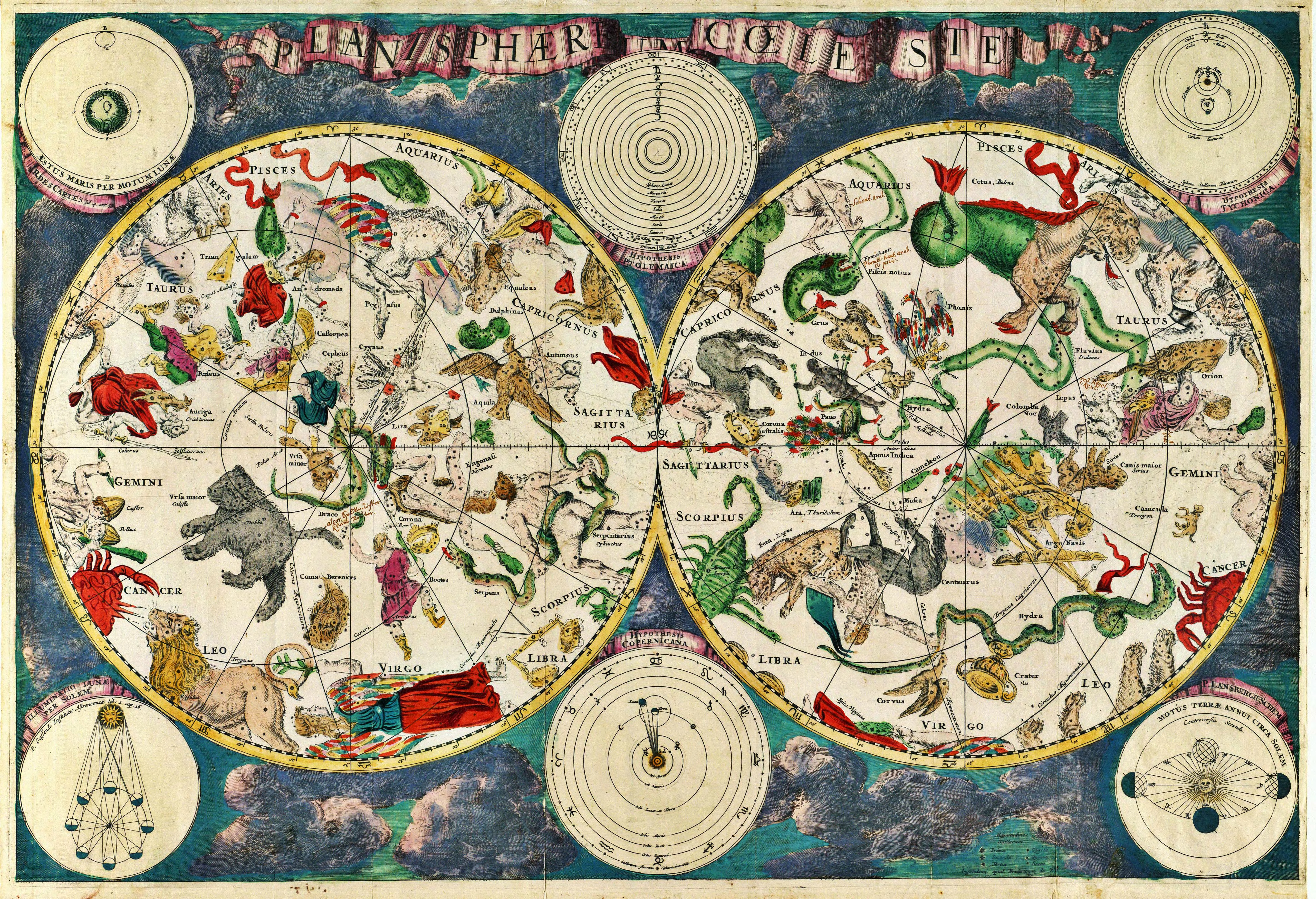
Planisfero celeste di Frederick de Wit del XVII secolo.

Una carta celeste è una carta del cielo notturno. In senso moderno, rappresenta le principali stelle e le costellazioni del cielo.

## Storia

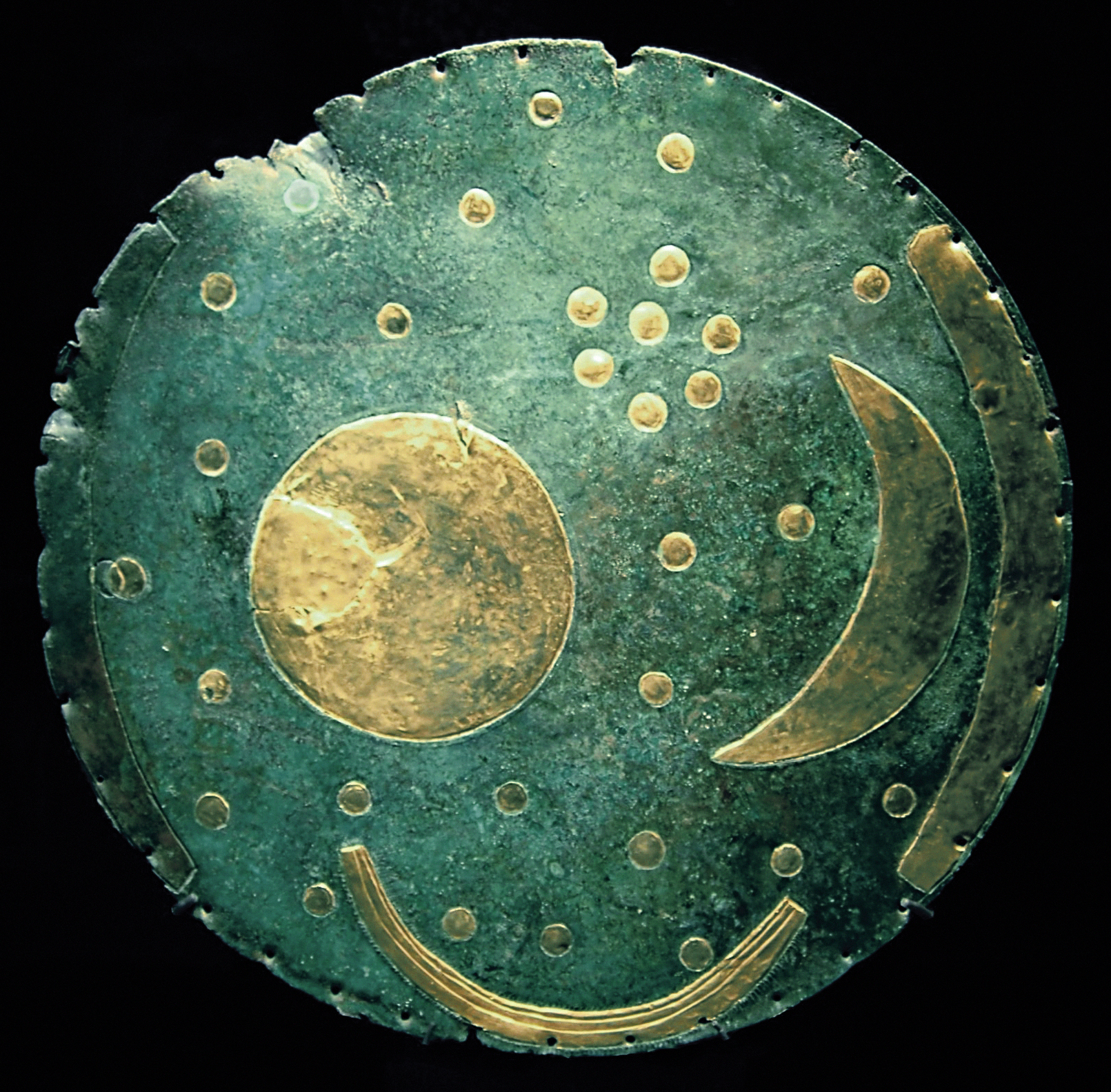
Il disco di Nebra

### Paleolitico
Le più antiche testimonianze conosciute di qualcosa che assomigli ad una rappresentazione del cielo notturno sono addirittura più risalenti di quelle che possono essere considerate le più antiche carte geografiche. 
In questo senso può essere considerata la più antica carta stellare una zanna di mammuth intagliata, scoperta in Germania nel 1979. Questo oggetto risale a 32.500 anni fa e presenta un disegno che ricorda la costellazione di Orione.
Tuttavia, la maggioranza delle testimonianze paleolitiche, interpretate come immagini di costellazioni, sono costituite da pitture parietali. Sui muri delle grotte di Lascaux sono stati, infatti, osservati dei puntini dipinti databili al 16.500 a.C. che rappresentano il cielo notturno ed in cui si possono riconoscere Vega, Deneb e Altair (il cosiddetto Triangolo estivo), nonché le Pleiadi.
Nella grotta di El Castillo, in Spagna, è dipinta una mappa di puntini della Corona Boreale risalente al 12.000 a.C.

### Età del bronzo
Al XVIII o XVII secolo a.C. risale il Disco di Nebra, un disco di bronzo su cui sono rappresentate la luna piena, la luna calante e le Pleiadi. Il reale significato dell'oggetto non è però stato ancora compreso.

### Antichità

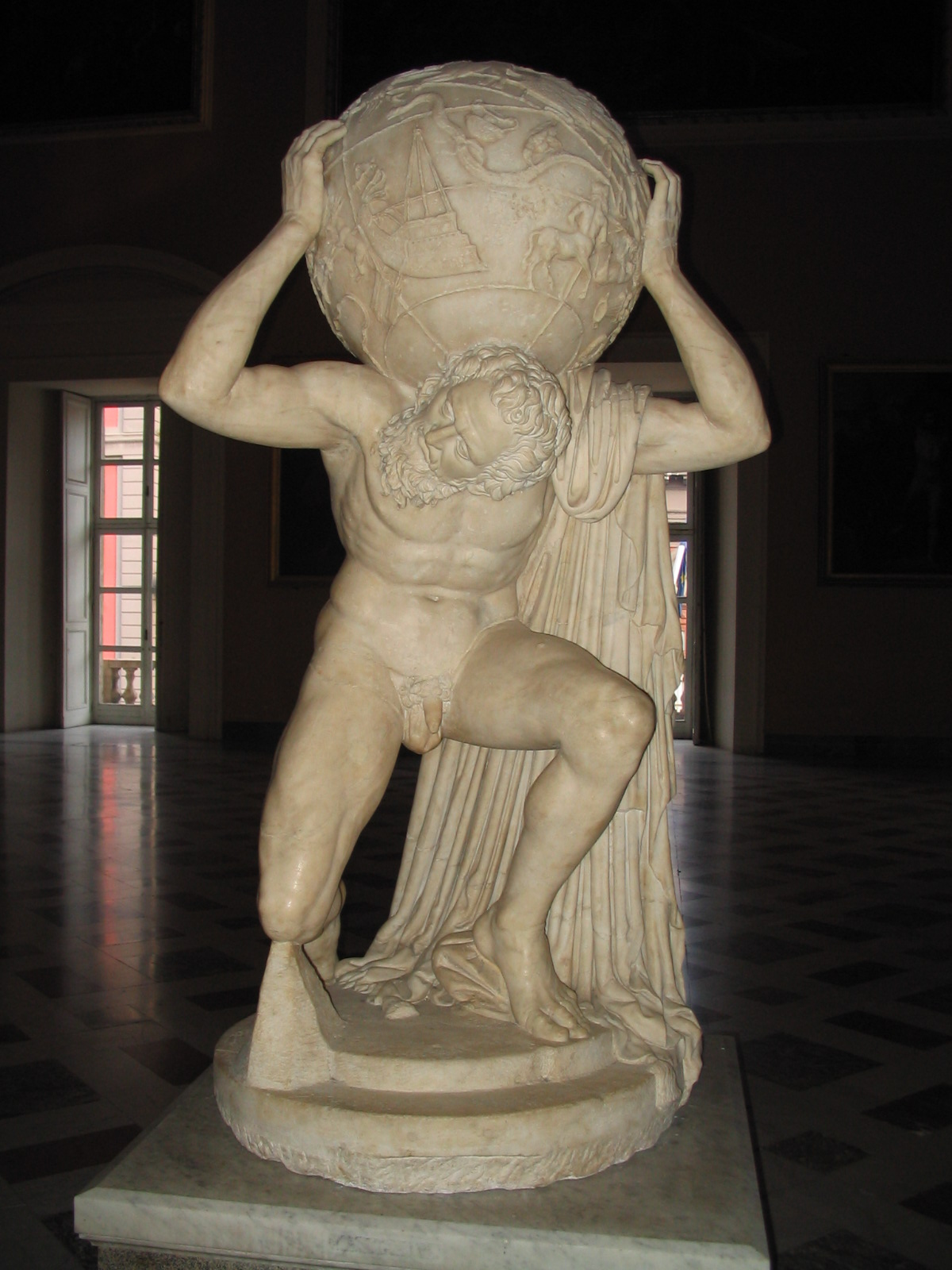
L'Atlante Farnese

La più antica rappresentazione conosciuta dell'intero cielo notturno risale all'antico Egitto ed è quella che si trova nella tomba di Senenmut. 
Essa risale al XIV secolo a.C..
I più antichi cataloghi stellari noti furono redatti dagli astronomi babilonesi alla fine del II millennio a.C., durante il periodo cassita.
Le più antiche osservazioni astronomiche cinesi risalgono a prima dell'epoca dei Regni combattenti (476–221 a.C.), ma la più antica rappresentazione grafica cinese del cielo è una scatola laccata datata al 430 a.C., benché questa raffigurazione non mostri singole stelle.
Il cosiddetto Atlante Farnese, oggi conservato al Museo Archeologico Nazionale di Napoli, è una copia risalente al II secolo di una statua di età ellenistica che rappresenta il titano Atlante che regge la sfera celeste sulle spalle. È la più antica rappresentazione rimasta delle costellazioni secondo l'astronomia greca e raffigura anche alcune coordinate celesti. In virtù dello spostamento delle costellazioni derivante dalla precessione, confrontando la posizione delle stelle con quella attuale sulla rete delle coordinate celesti, si può determinare l'epoca in cui furono eseguite le osservazioni astronomiche su cui si basa la statua. Si è così giunti alla conclusione che sia rappresentato il cielo nell'anno 125 ± 55 a.C. e questo suggerisce che l'Atlante Farnese sia basato sul catalogo delle stelle di Ipparco di Nicea.
Un esempio di rappresentazione del cielo notturno di età romana è il cosiddetto Zodiaco di Dendera, datato al 50 a.C. Si tratta di un bassorilievo scolpito sul soffitto del Tempio di Dendera. È un planisfero celeste che raffigura lo Zodiaco, tuttavia le stelle non sono indicate.
L'evoluzione delle carte celesti andò di pari passo con quella dei cataloghi stellari. Claudio Tolomeo descrisse sia la costruzione di un globo celeste sia quella di un planisfero (carta celeste girevole). 
Non si sono conservati planisferi dell'Antichità, ma esemplari di età carolingia dei Fenomeni di Arato di Soli contengono planisferi celesti e raffigurazioni di singole costellazioni, che presumibilmente sono state copiate da modelli antichi. Queste carte, tuttavia, raffigurano solo le costellazioni, non le singole stelle.

### Medioevo

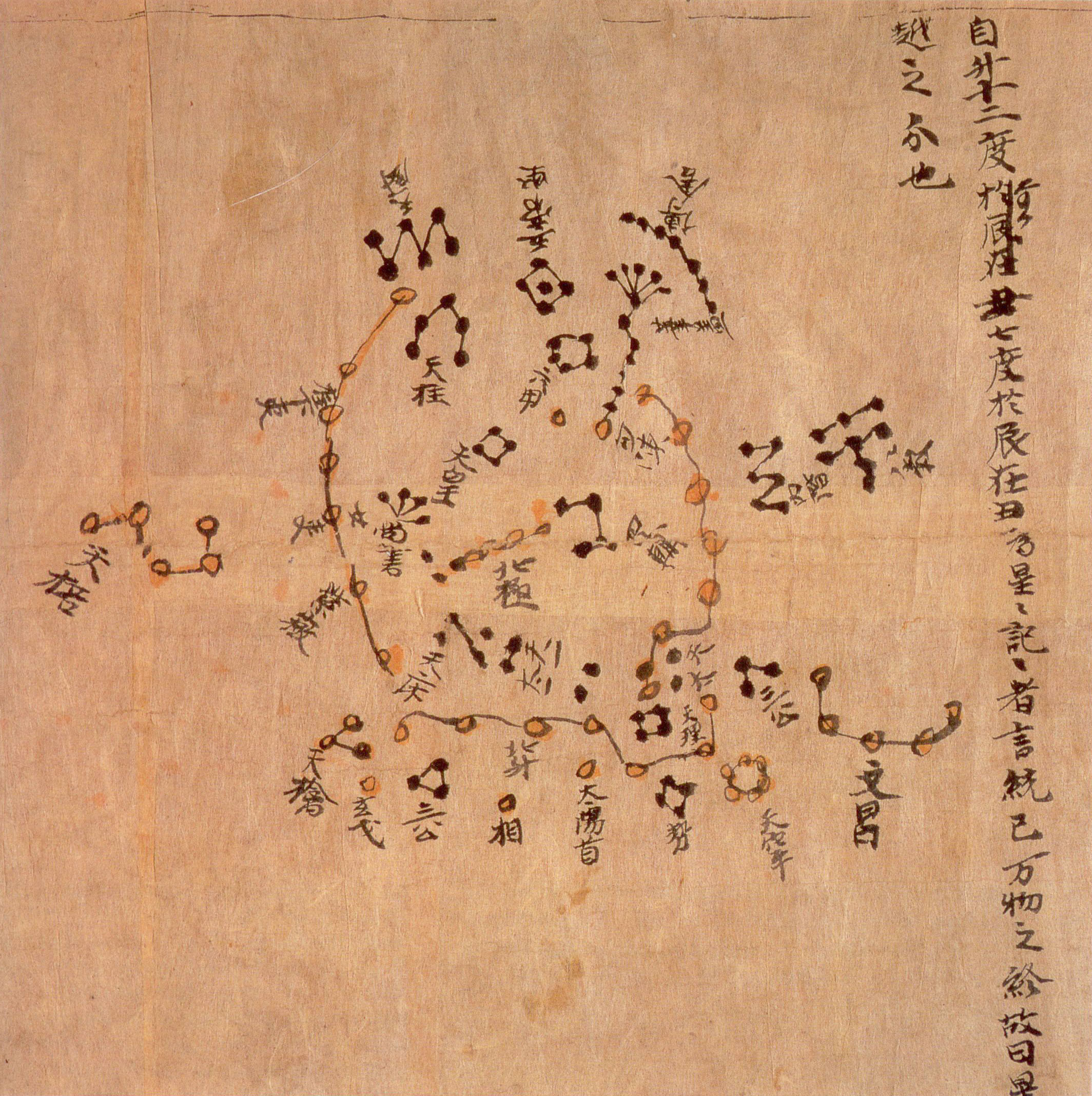
Particolare della carta di Dunhuang

La più antica carta stellare manoscritta esistente è stata scoperta nelle Grotte di Mogao lungo la via della seta: si tratta della carta celeste di Dunhuang, un rotolo lungo 210 cm e largo 24,4 cm, che rappresenta il cielo fra le declinazioni di 40° sud e 40° nord in dodici pannelli, più un tredicesimo pannello che mostra la calotta celeste settentrionale. La carta rappresenta 1.345 stelle, riunite in 257 asterismi. La datazione è incerta, ma è stimata intorno al 705–10 d.C..
Durante la dinastia Song, l'astronomo Su Song scrisse un libro intitolato Xin Yixiang Fa Yao ("Nuovo disegno per una sfera armillare meccanica"), che conteneva cinque carte celesti con 1.464 stelle. L'opera è stata datata al 1092. Nel 1193 l'astronomo Huang Shang disegnò un planisfero corredato di testo esplicativo, che fu inciso su pietra nel 1247. Questa carta celeste è ancora visibile nel tempio Wen Miao di Suzhou.
In ambito musulmano la prima carta celeste precisa fu quella redatta dall'astronomo persiano Abd al-Rahmān al-Sūfi nel suo lavoro del 964 intitolato Libro delle stelle fisse. L'opera rappresentava un aggiornamento delle parti VII.5 e VIII.1 dell'Almagesto di Tolomeo. Il libro di al-Sufi conteneva immagini delle costellazioni e rappresentava le stelle più luminose come puntini. Il manoscritto originale non ci è pervenuto, tuttavia una copia del 1009 è conservata presso l'Università di Oxford.
In Europa, a partire dal IX secolo si verificò una moltiplicazione delle rappresentazioni delle costellazioni, soprattutto come illustrazioni di esemplari del Poeticon Astronomicon di Igino, che nel Medioevo era diventato la fonte di base per conoscere i miti riguardanti le costellazioni. Queste raffigurazioni, in genere, quando disegnavano le stelle, le collocavano sistematicamente in posizioni di fantasia, in modo da adattarsi ai disegni delle costellazioni.
Per lungo tempo vennero pubblicate quasi solo carte delle singole costellazioni, le cui posizioni generalmente si rifacevano ai dati superati di Tolomeo e Ipparco (i cui cataloghi andarono perduti in Occidente nel corso dell'alto Medioevo), quando non erano addirittura tracciate a mano libera. Benché il catalogo di Tolomeo si fosse conservato nel mondo arabo e nell'Impero bizantino, tuttavia solo con le misurazioni di astronomi come Tycho Brahe divennero disponibili le posizioni moderne delle stelle, che diventarono rapidamente le nuove posizioni normali.

### Età moderna

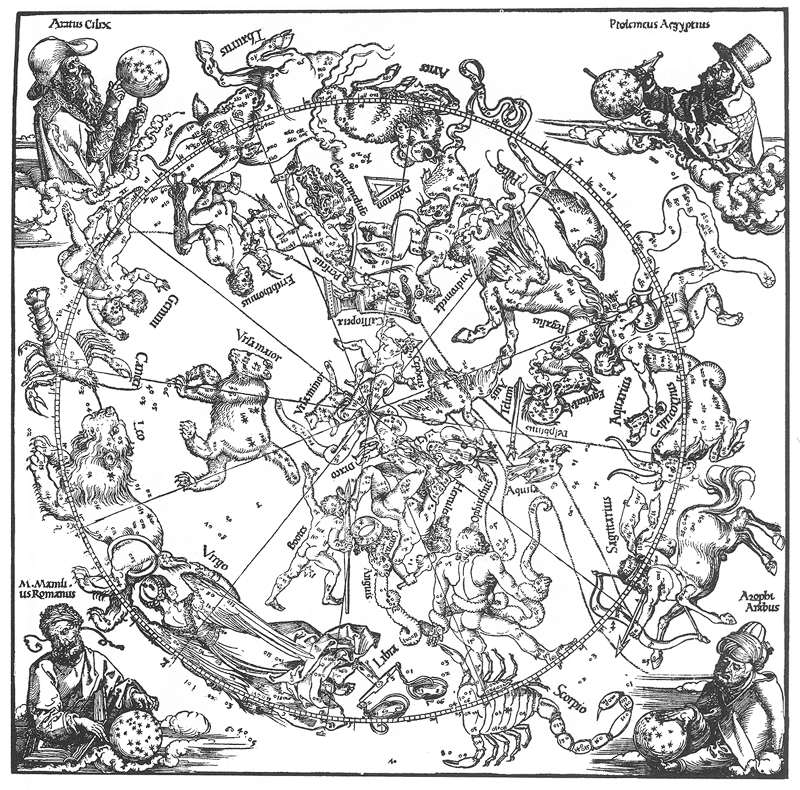
Incisione su legno di Albrecht Dürer del 1515

Il manoscritto su pergamena intotolato De Composicione Spere Solide fu probabilmente redatto a Vienna nel 1440 e consisteva in una carta celeste in due parti, che rappresentavano le costellazioni dell'emisfero boreale celeste e quelle dell'eclittica. Questo testo può esser servito da modello per la successiva carta di Albrecht Dürer.
Il primo planisfero celeste fu infatti stampato nel 1515 da Albrecht Dürer, Johannes Stabius e Conrad Heinfogel, e si compone di due carte che raffigurano l'intera volta celeste: una l'emisfero a nord dell'eclittica e uno quello a sud. 

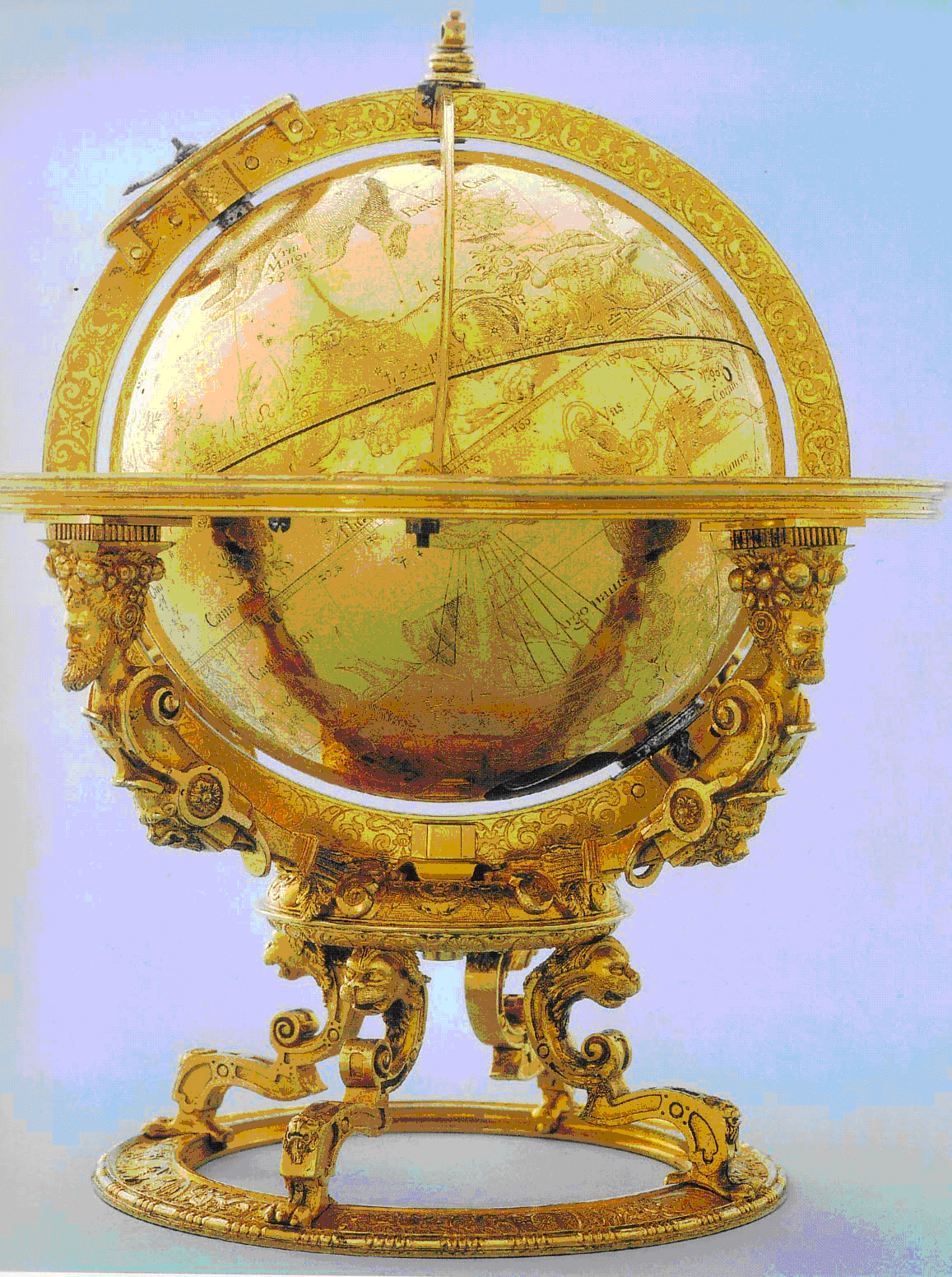
Mappamondo celeste meccanico di Jost Bürgi (1594)

Nel 1543 venne pubblicato il De le stelle fisse di Alessandro Piccolomini, che è da molti considerato il primo atlante celeste moderno. 
Le 47 mappe contenute nell'opera presentano tutte le costellazioni tolemaiche e mostrano le stelle senza le corrispondenti figure mitologiche; per la prima volta in un libro a stampa venivano quindi riportate le mappe astronomiche complete con le costellazioni tolemaiche.
Il De le stelle fisse (1543) e un altro libro, sempre del Piccolomini, dal titolo Della sfera del mondo (1540) vennero pubblicati in un unico e rarissimo volume, per la prima volta nel 1548.
Durante l'età delle esplorazioni i viaggi nell'emisfero australe portarono alla scoperta di nuove costellazioni. In particolare i navigatori olandesi Pieter Dirkszoon Keyser e Frederick de Houtman, che nel 1595 andarono nelle Indie Orientali Olandesi, raccolsero i dati che confluirono nel mappamondo celeste di Jodocus Hondius del 1601, il quale così aggiunse dodici nuove costellazioni.
Nel 1603 uscì l'Uranometria di Johann Bayer.  Fu il primo atlante celeste a rappresentare entrambi gli emisferi. L'Uranometria conteneva 48 carte di costellazioni tolemaiche, una tavola con dodici costellazioni australi e due tavole che rappresentavano i due emisferi in proiezione stereografica polare.
Le posizioni delle stelle erano basate sulle osservazioni di Tycho Brahe.
Da un punto di vista artistico si segnala la Harmonia Macrocosmica di Andrea Cellario del 1661, che certo da un punto di vista scientifico si colloca al di sotto di opere più dettagliate come l'Uranometria.

Il polacco Johannes Hevelius pubblicò il suo Firmamentum Sobiescianum sive Uranographia nel 1690. Era costituito da 56 grandi carte a doppia pagina dedicate ad altrettante costellazioni. Per disegnare le tavole dell'emisfero boreale, Hevelius utilizzò le proprie osservazioni integrandole con i dati delle Tabulae Rudolphinae, pubblicate da Keplero nel 1627 utilizzando le osservazioni effettuate da Tycho Brahe.
Per disegnare le tavole dell'emisfero australe, Hevelius fece riferimento alle misure registrate nel 1676 da Edmond Halley durante la spedizione scientifica nell’isola di Sant’Elena, nell’Atlantico meridionale, non limitandosi, così, a copiare i dati forniti da altri astronomi e ormai vecchi di un secolo. Hevelius introdusse undici nuove costellazioni, fra cui lo Scudo, la Lucertola, i Cani da caccia.

La costellazione dell'Orsa Minore rappresentata con le linee di congiunzione

Hevelius pubblicò vari altri libri che contenevano rappresentazioni cartografiche di pianeti e comete.
Nel secolo successivo il francese Nicolas-Louis de Lacaille approfondì lo studio del cielo australe e compilò il catalogo Coelum Australe Stelliferum, che fu pubblicato postumo nel 1763.

### Età contemporanea
Fino al XVII secolo le carte celesti davano maggiore importanza alle figure che le costellazioni dovevano rappresentare: così, ad esempio, se si voleva rappresentare la costellazione di Orione, si disegnava, sovrapposta alle stelle, una raffigurazione, spesso estremamente ricca di particolari, del relativo eroe mitologico. Carte di questo tipo, spesso riunite in atlanti celesti, avevano soprattutto uno scopo illustrativo.
Nel 1801 Johann Elert Bode pubblicò il suo atlante intitolato Uranographia, che oltre alle costellazioni tolemaiche conteneva tutte le nuove costellazioni proposte dagli astronomi negli ultimi due secoli. Vi erano infatti le costellazioni introdotte nel Seicento da Bayer e da Hevelius, le 14 nuove costellazioni australi proposte nel Settecento da Lacaille, tre nuove costellazioni introdotte da Jérôme Lalande fra il 1795 e il 1799 e diverse nuove costellazioni inventate dallo stesso Bode, come la Macchina Elettrica. L'atlante di Bode era composto da 20 tavole di grande formato e conteneva oltre 17.200 stelle e più di 100 costellazioni, raffigurate con rappresentazioni artistiche. Bode riportò anche i confini delle costellazioni, rappresentati con linee tratteggiate. Con Bode si concluse l'epoca dei grandi atlanti che riuscivano a conciliare sia l'aspetto scientifico (accuratezza nel mostrare la posizione delle stelle) che l'aspetto artistico (rappresentazioni grafiche dei personaggi e degli oggetti rappresentati dalla costellazione). 
Nei successivi atlanti, l'aspetto artistico comincerà progressivamente a scomparire. In conseguenza della sempre maggiore mole di dati, non si poté più rappresentare le costellazioni come figure e ci si limitò a tratteggiare le linee di congiunzione fra le stelle principali. Ma anche queste linee oggi sopravvivono solo nelle carte celesti destinate alla divulgazione.
Le moderne carte celesti hanno infatti abbandonato questi sistemi di mappatura in favore di uno più rigorosamente scientifico: le figure sono scomparse e al loro posto vengono indicati i numeri di catalogo delle stelle e spesso un buon numero di oggetti del profondo cielo, come ammassi stellari, nebulose e galassie. Il Sole, la Luna ed i pianeti del Sistema Solare non sono quasi mai indicati, poiché la loro posizione in cielo muta velocemente.
Un altro radicale cambiamento nella redazione delle carte celesti fu rappresentato dall'invenzione della fotografia.
In questo ambito è esemplare il progetto della Carte du Ciel. Esso fu concepito nel 1887 dal direttore dell'osservatorio di Parigi, Amédée Mouchez, il quale comprese le possibilità che offrivano le nuove tecniche fotografiche, che avrebbero rivoluzionato il processo di realizzazione delle carte celesti.
Egli ideò un progetto che avrebbe occupato 22000 lastre fotografiche dell'intero cielo, ognuna di dimensioni 2°×2°, e stilò una lista di osservatori nel mondo, ad ognuno dei quali assegnò una sezione separata del cielo su cui lavorare.
Nel 1922 l'Unione Astronomica Internazionale (IAU) decise di razionalizzare la cartografia celeste, predisponendo un elenco ufficiale di 88 costellazioni che coprivano tutto il cielo. L'incarico di fissare con precisione i confini delle costellazioni venne affidato all'astronomo Eugène Joseph Delporte. Il lavoro di Delporte fu ratificato ufficialmente dall'IAU nel 1928. Delporte pubblicò il suo lavoro nel 1930, corredato di tavole e carte stellari.

## Tipologie di carte celesti

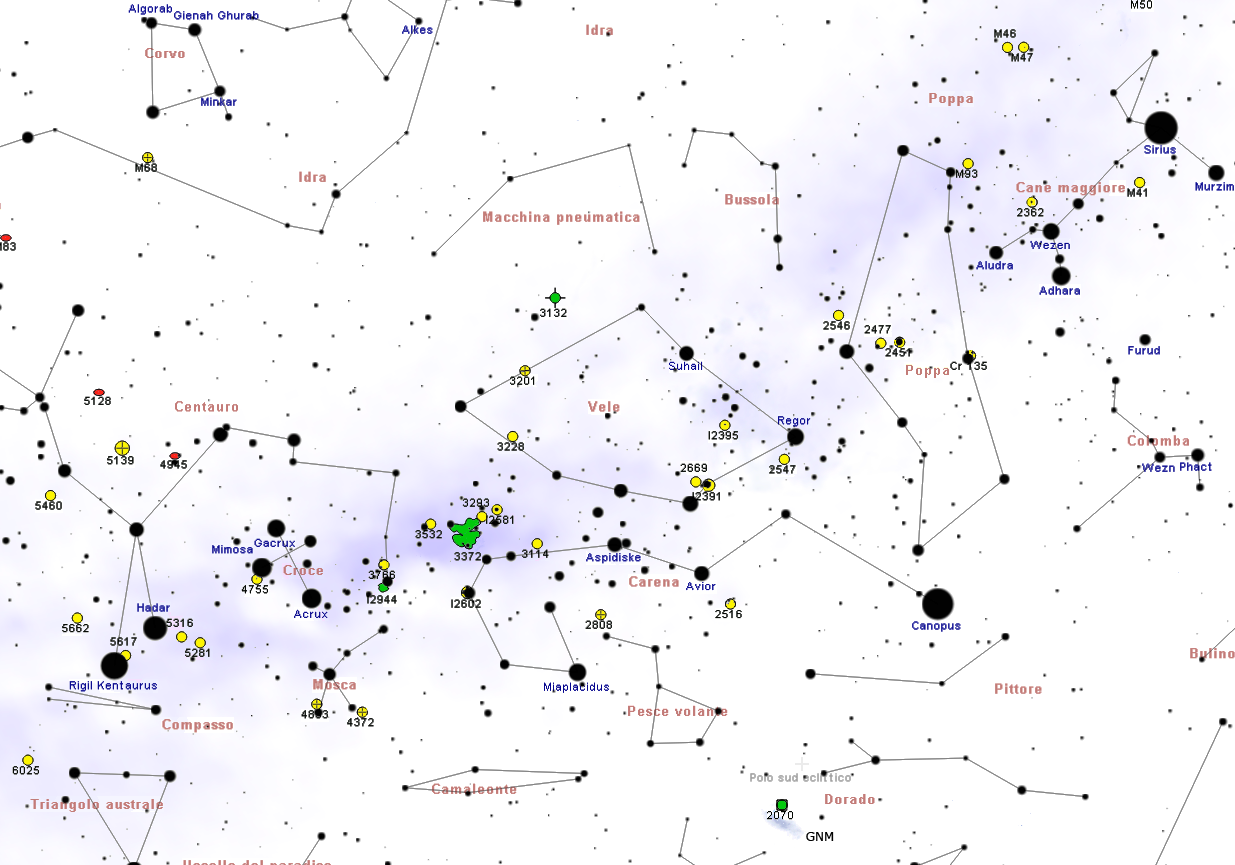
Carta celeste moderna: sono sparite le illustrazioni e appaiono diversi oggetti del profondo cielo.

Tendenzialmente esistono tre tipi di carte celesti.
Quelle più semplici raffigurano l'intera volta celeste, in forma di planisfero o di doppio emisfero, e sono riportate spesso negli atlanti geografici oppure sono stampate in un grande formato in modo da poter essere usate come poster o per uso didattico. Fra queste sono da comprendere anche le carte stagionali o mensili, ossia che rappresentano l'emisfero visibile in una data ora ad una data latitudine, in uso presso gli astrofili dilettanti o sempre per uso didattico. Raramente questo tipo di carte raggiungono una grande completezza: essendo carte generali, spesso riportano soltanto le stelle più luminose o quelle visibili ad occhio nudo, più qualche oggetto di natura non stellare. A differenza delle altre carte celesti, quelle mensili (o meglio ancora giornaliere) possono contenere anche gli oggetti del Sistema Solare.
Altre carte possono rappresentare porzioni minori di cielo oppure singole costellazioni: questo tipo di carte può avere un maggior numero di dettagli e contenere più stelle e oggetti, più, in molti casi, una griglia di coordinate astronomiche (l'ascensione retta e la declinazione). Spesso queste carte sono riunite in un atlante, che comprende fasce di cielo oppure un emisfero o anche l'intera volta celeste; sono molto utilizzate dagli astrofili, in quanto spesso raggiungono un elevatissimo livello di precisione.
Un terzo tipo è quello delle carte al dettaglio, ossia che intendono mostrare porzioni limitatissime di cielo; queste carte sono create per facilitare l'individuazione di una stella particolarmente debole o di un oggetto molto piccolo, tramite il sistema degli allineamenti, e contengono spesso una stella o un oggetto relativamente luminoso come riferimento. Alcuni atlanti presentano un set di queste carte, altre vengono raggruppate in opere che aiutano ad individuare una certa classe di oggetti celesti. Possono anche non presentare la griglia delle coordinate.

## Note

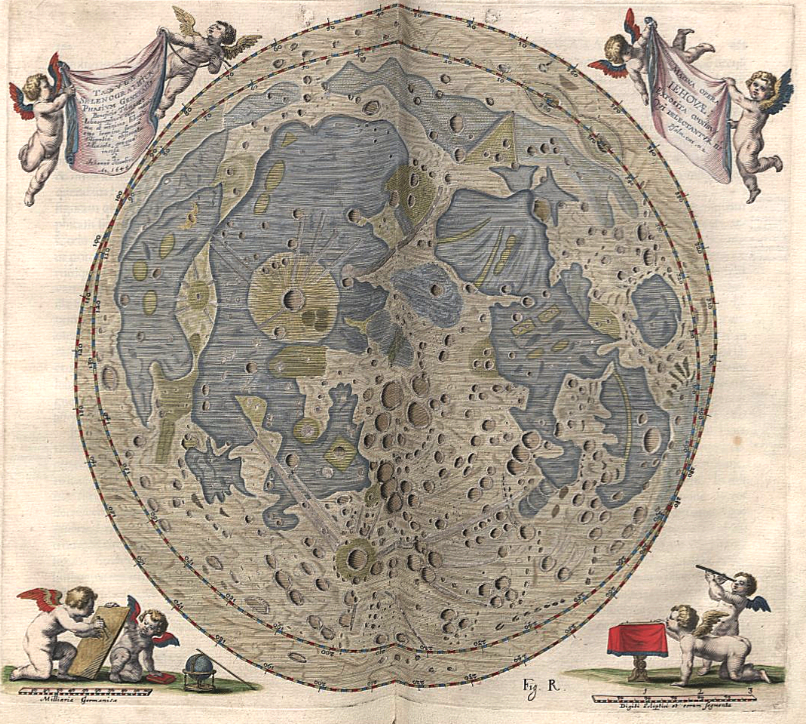
Carta della Luna disegnata da Hevelius

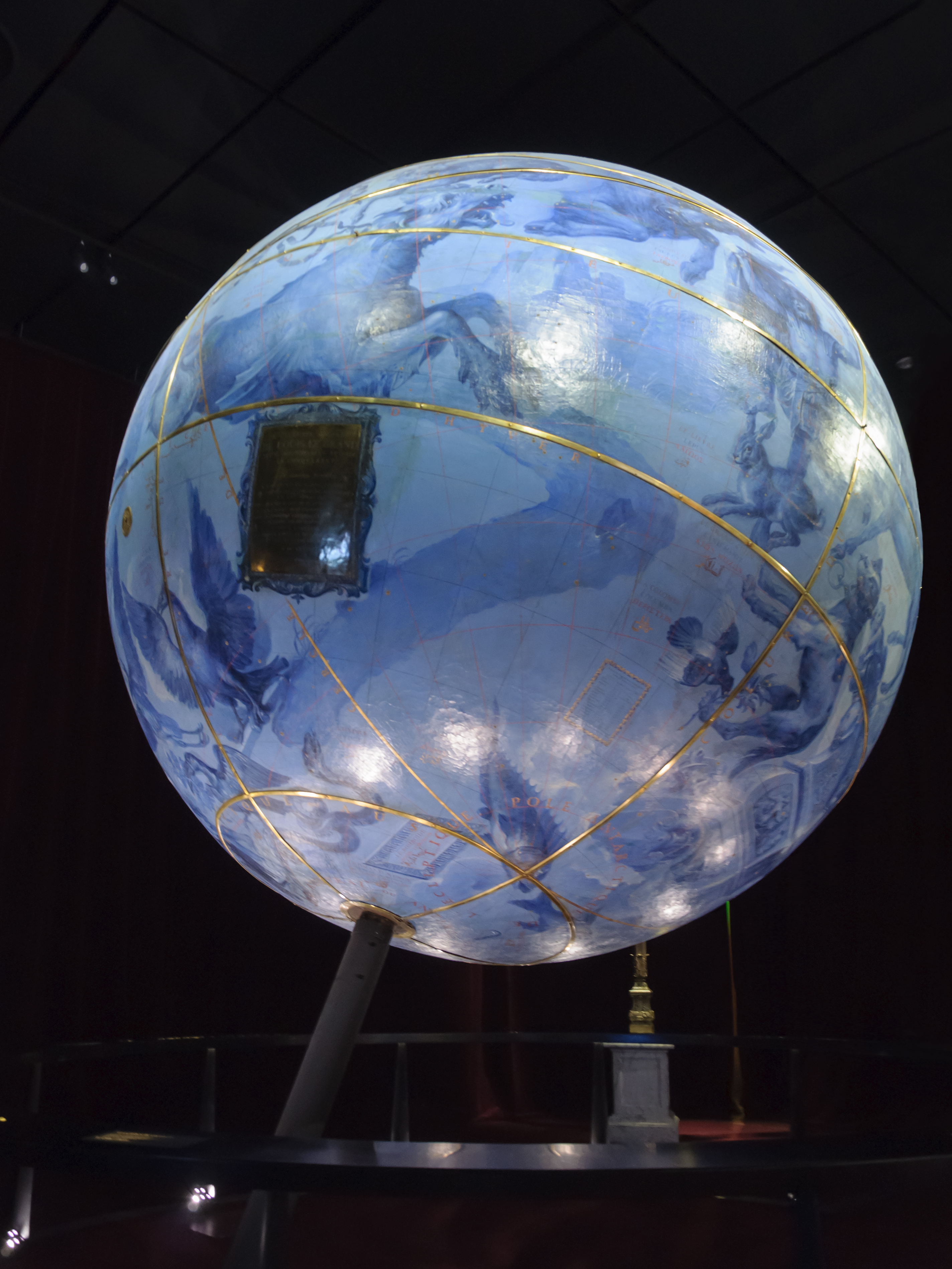
Globo celeste realizzato da Vincenzo Coronelli per Luigi XIV intorno al 1683